# Катран татарський
Катра́н тата́рський (Crambe tataria Seb.) — вид рослин роду катран (Crambe) родини капустяних (Brassicaceae). Поширений у степовій і лісостеповій смузі Південно-Східної Європи і Південно-Західного Сибіру. Занесений до Червоної книги України.

## Етимологія
Назва роду походить від грецького слова, що в перекладі означає «капуста», і пов'язана, очевидно, з тим, що з давніх часів представники цього роду під назвою «морська капуста» культивувалися в країнах Південної Європи як овочі. 
Видова назва в перекладі з латинської мови — «татарський».

## Опис

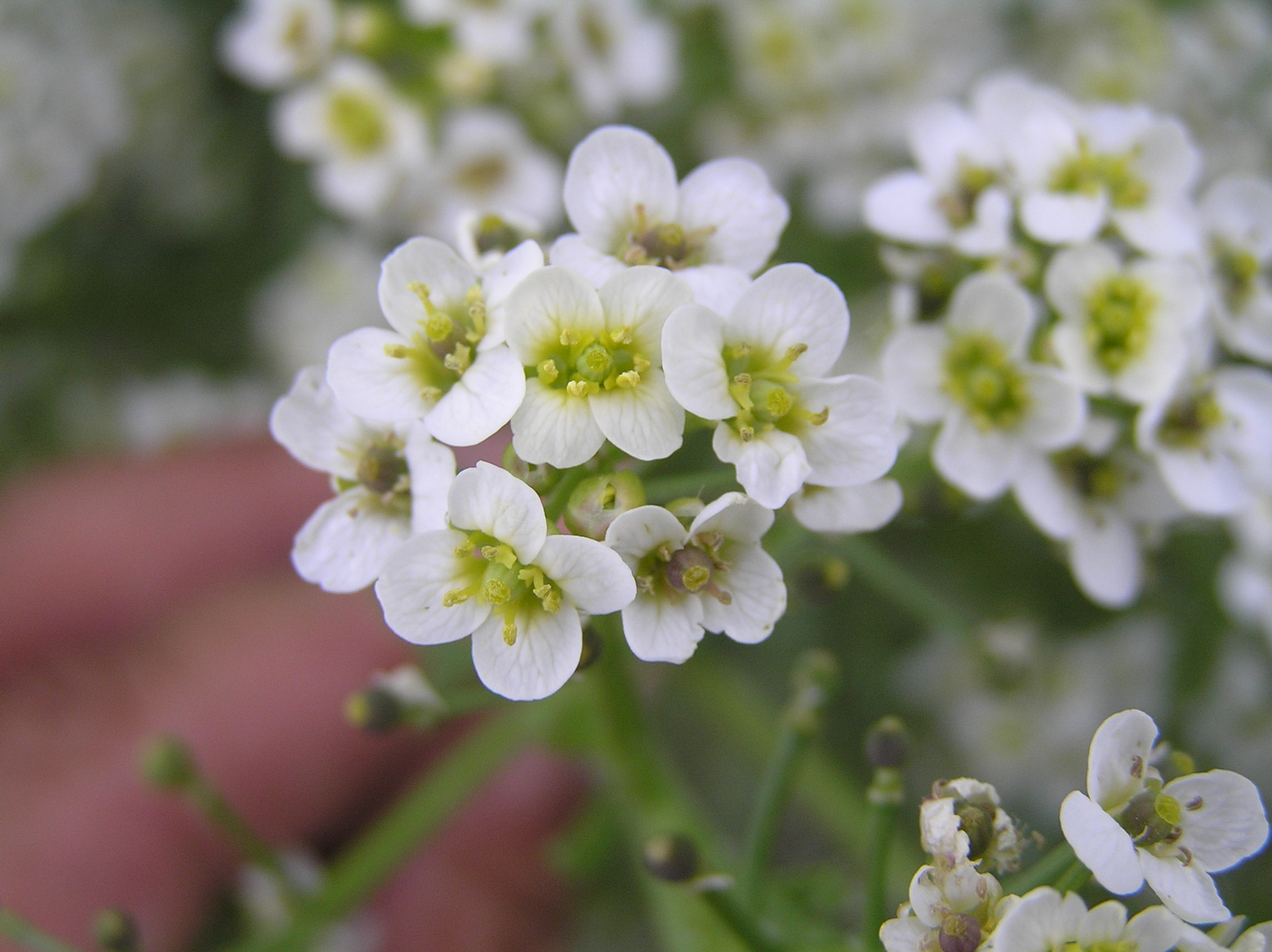
Квіти

Багаторічна сизувато-зелена рослина заввишки 40—100 (120) см. Молода рослина більш-менш жорсткувато-волосиста. Корінь довгий, 60—120 см завдовжки, веретеноподібний, майже циліндричний,  товстий (2—2,5 см діаметром), зовні бурувато-чорний, всередині з білою серцевиною, м'ясистий. Стебло товсте, майже від основи дуже розгалужене, має форму кулястого куща. Листки м'ясисті, сіро-зелені; прикореневі листки великі, до 30 см завдовжки і до 20 см завширшки, черешкові, глибоко 2-перистороздільні на продовгувато-лінійні, зубчасті або надрізані частки; черешкові листки глибоко, спочатку жорсткувато-волосисті, а потім голі; верхівкові листки дрібні, ланцетні, суцільні.
Суцвіття велике, широко волотисте (складна китиця, плейоботій), до 30 см завширшки, з численними квітками на коротких гілочках (по 10—20 на кожній). Квітки мають духмяно-медовий запах. Листочки оцвітини білі, 4—5 мм завдовжки і 3—4 мм завширшки, вдвоє довші, ніж відхилені, яйцеподібні, голі чашолистки. Маточка одна, зав'язь сидяча; стовпчик короткий, приймочка майже сидяча; тичинок 4, з пиляками частіше фіолетового кольору; квітконіжки 7—10 (18) см завдовжки, стоячі косо догори, або трохи відігнуті. Плоди — нерозкривні 2-членні стручечки. Верхній членик стручечка 4—5 мм завдовжки, з насіниною, 4-гранний (с 4 поздовжніми реберцями), чітко сітчасто-зморшкуватий, жовтувато-тьмяний; нижній членик пустий, циліндричний, 1—1,5 мм завширшки. Насінина без облямівки, куляста, 2,5—3 мм діаметром.

## Поширення
Ареал виду охоплює лісостепову і степову смуги від країн Центральної і Південно-Східної Європи до Південно-Західного Сибіру (Верхній Тобол).
В Україні поширений у Лісостепу (зрідка), Степу (звичайно), Північному Криму, передгір'ях (окол. Симферополя) і Східному Криму (окол. Планерського).

## Життєвий цикл
У межах ареалу, у тому числі в Україні, цвіте з травня по червень. Запилення здійснюється за допомогою комах (ентомофілія), частково шляхом автогамії.
Катран має цікаву життєву форму — перекотиполе (первольвент), що виробилася в процесі еволюції як пристосування до поширення плодів. Коли плоди дозрівають (червень — липень), стебло біля основи відламується; сильні осінні вітри перекочують кулястий кущ на далеку відстань, розсіваючи насіння (анемохорія), певну роль відіграє також поширення людиною (антропохорія). 

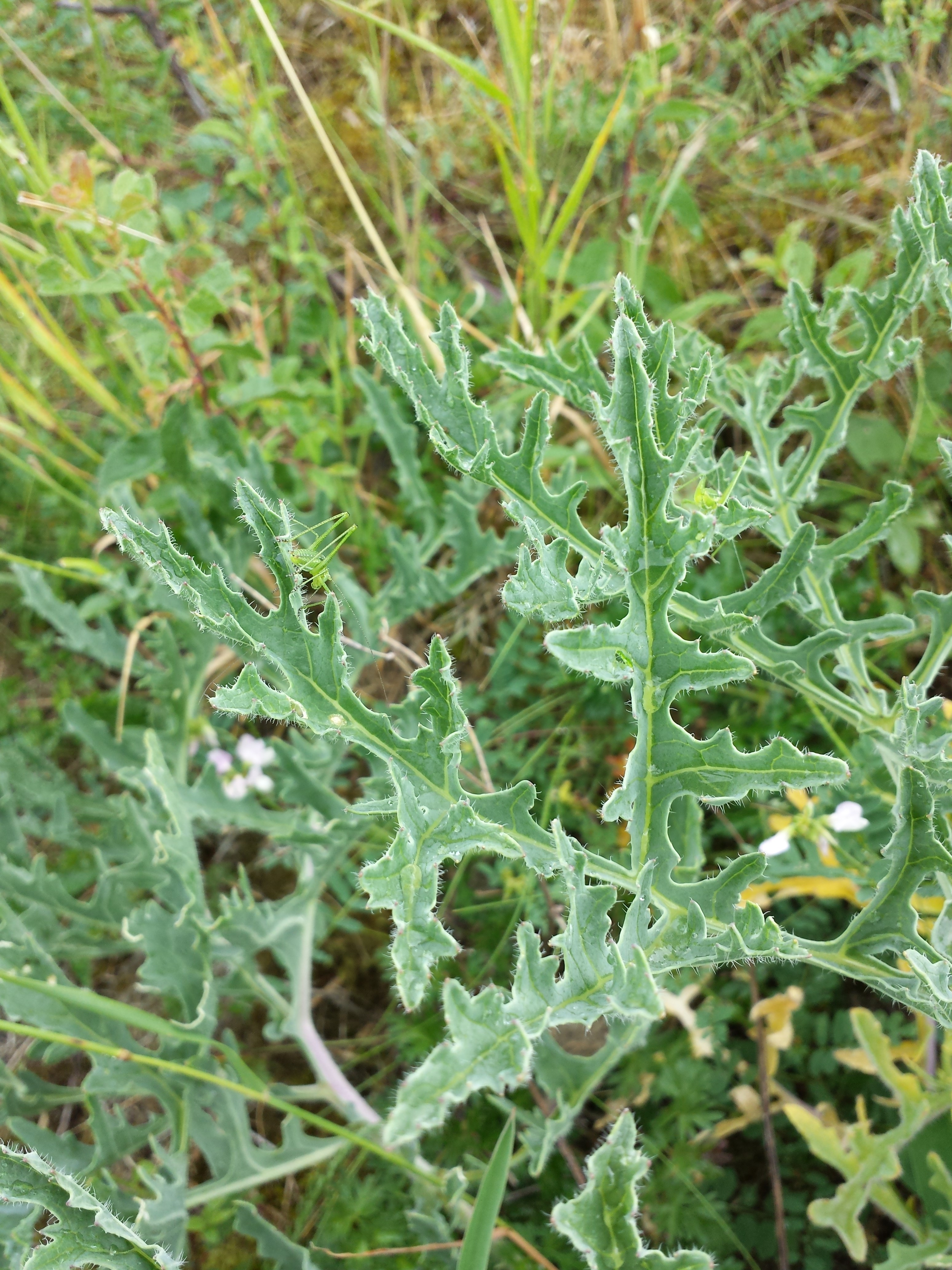
На стадії вегетації
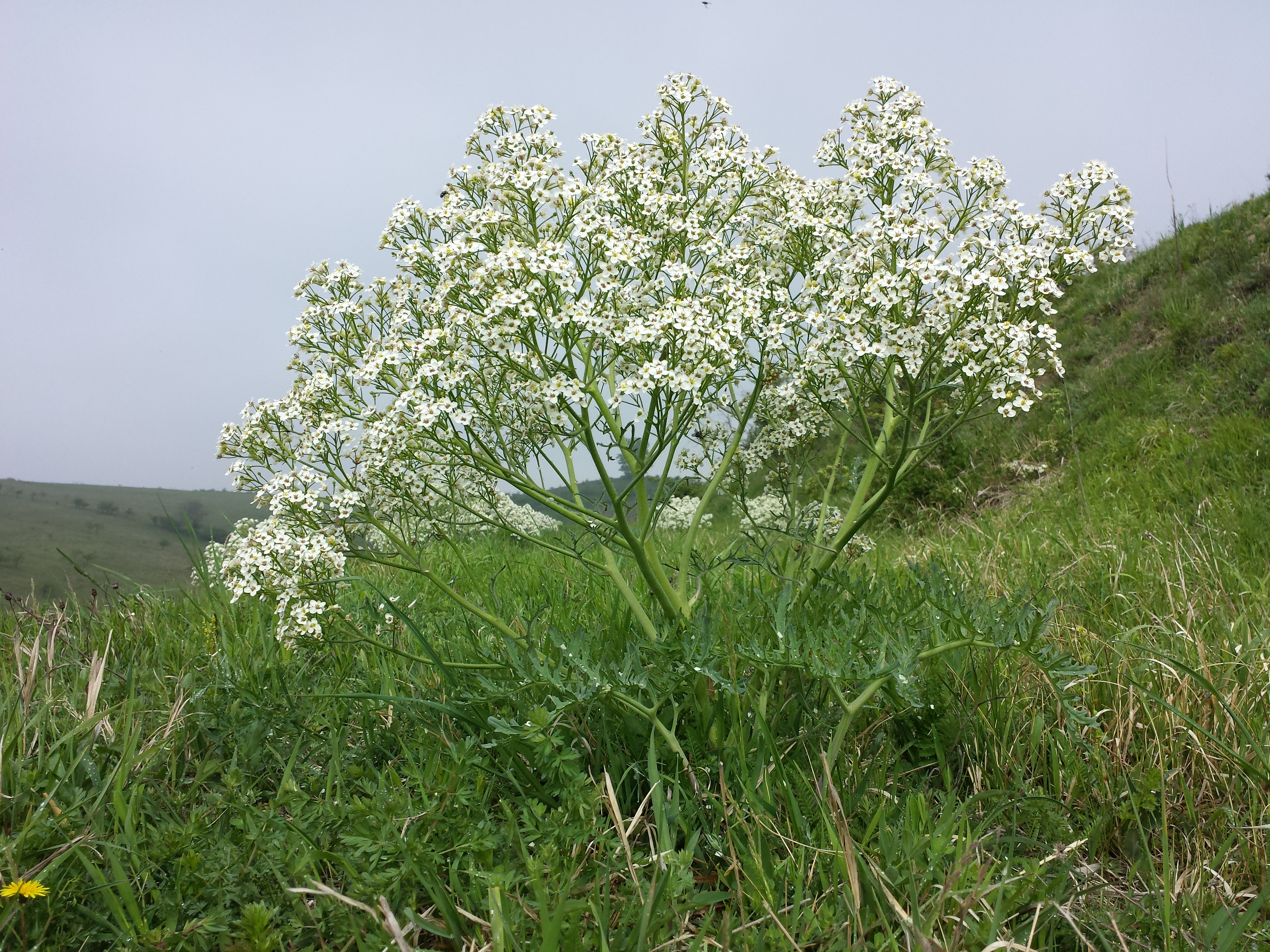
Початок цвітіння
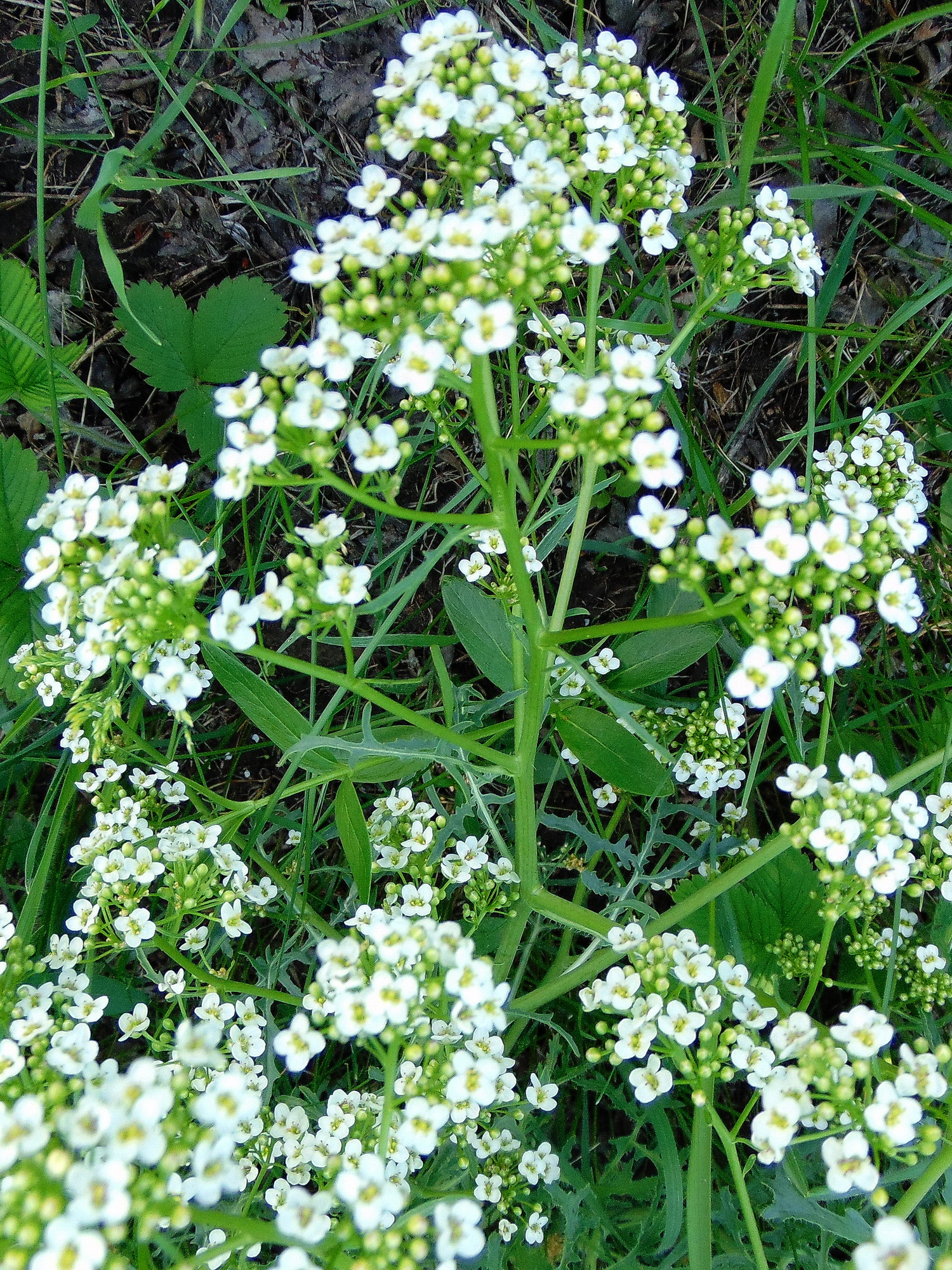
На стадії цвітіння
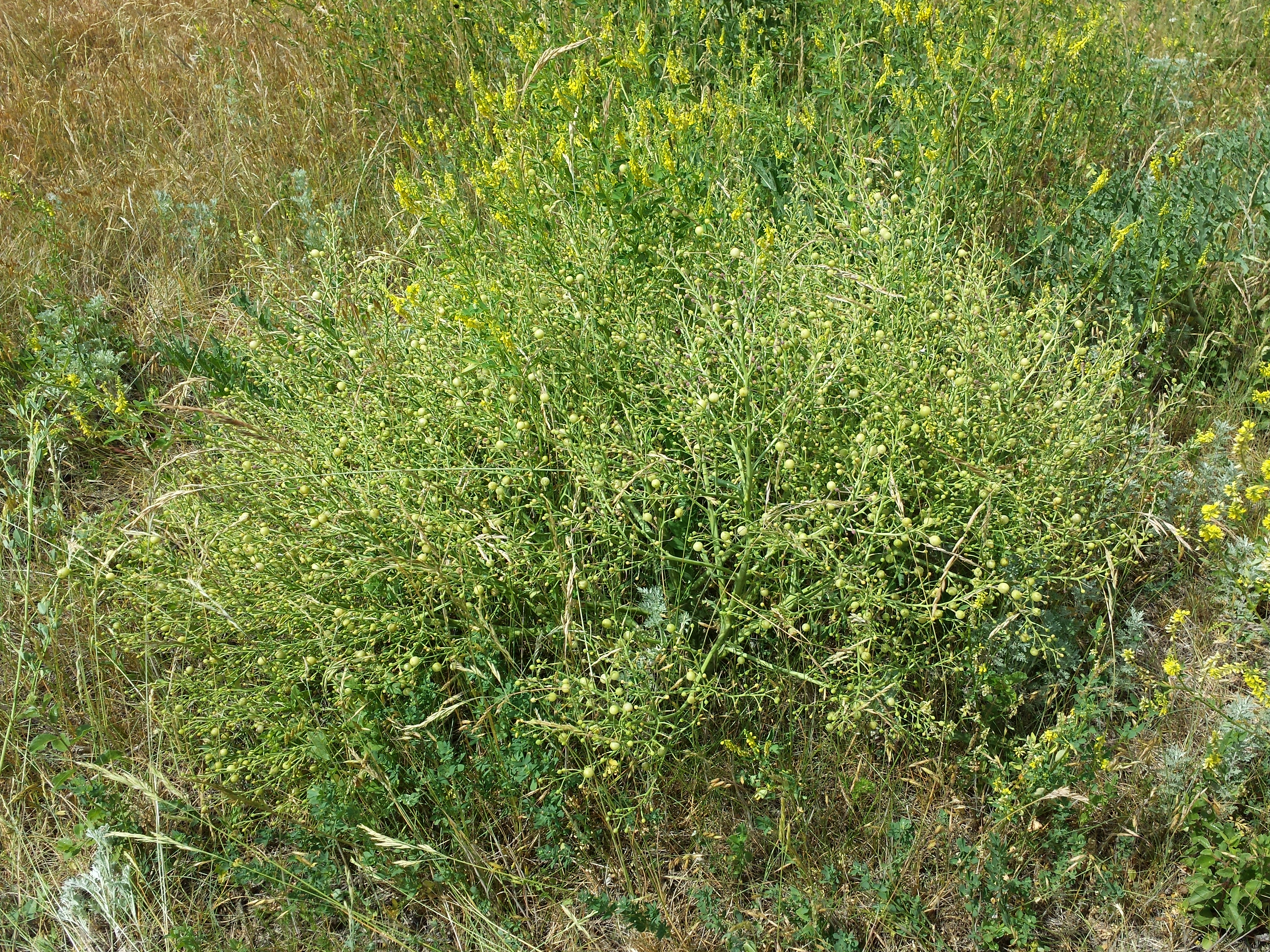
На стадії плодоношення
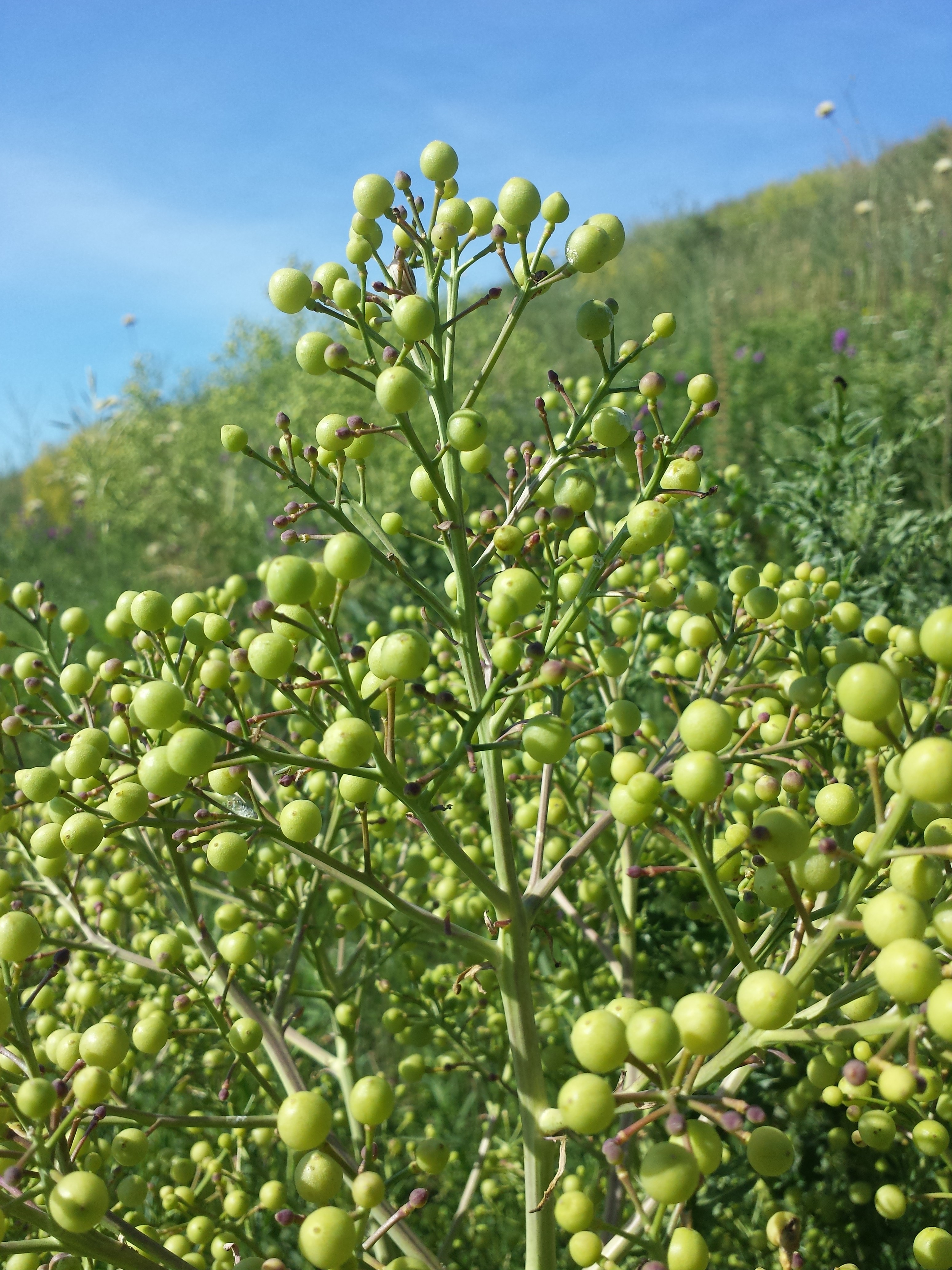
Плоди
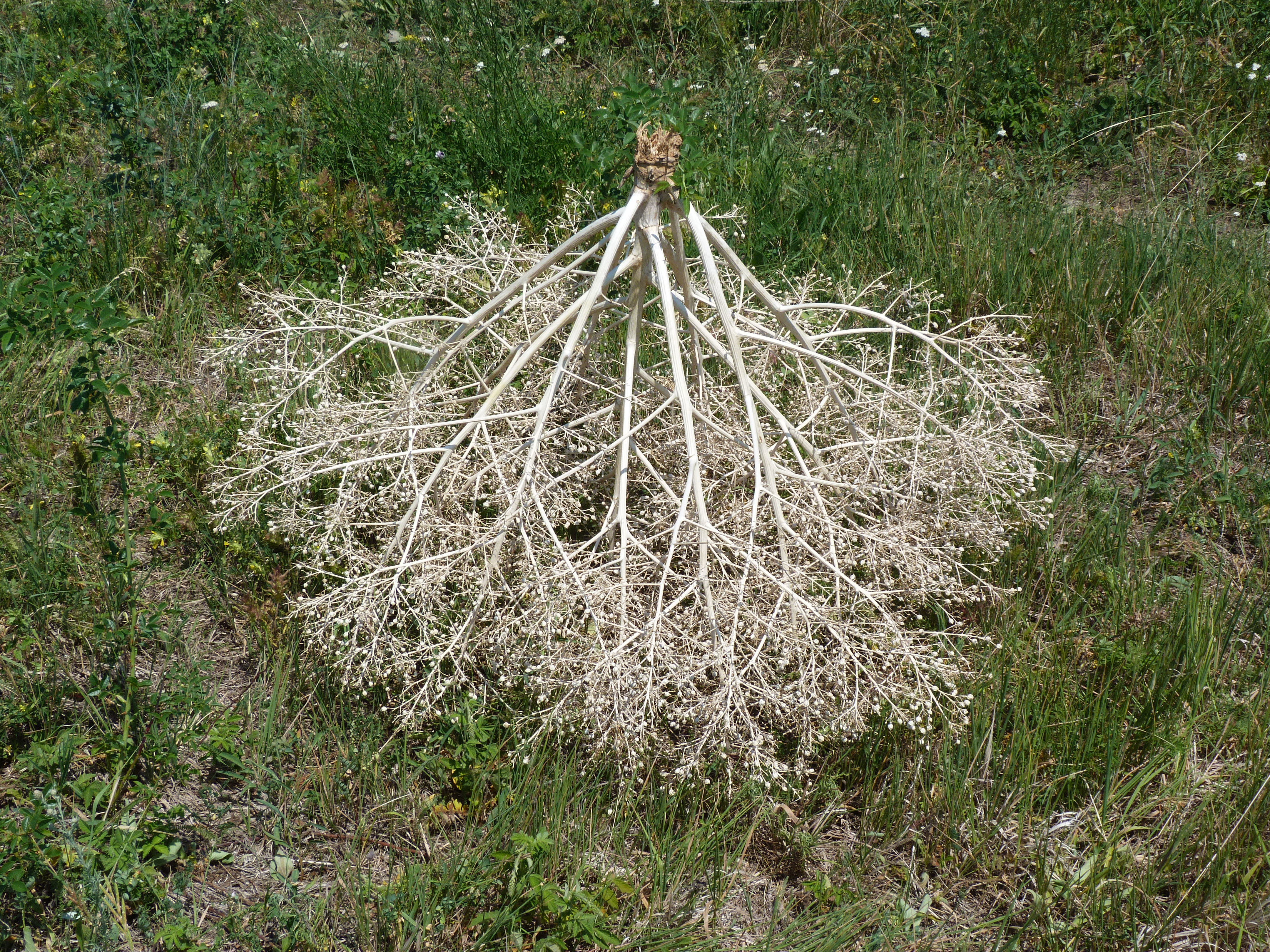
Одломлений кущ з плодами (перекотиполе)

## Екологія

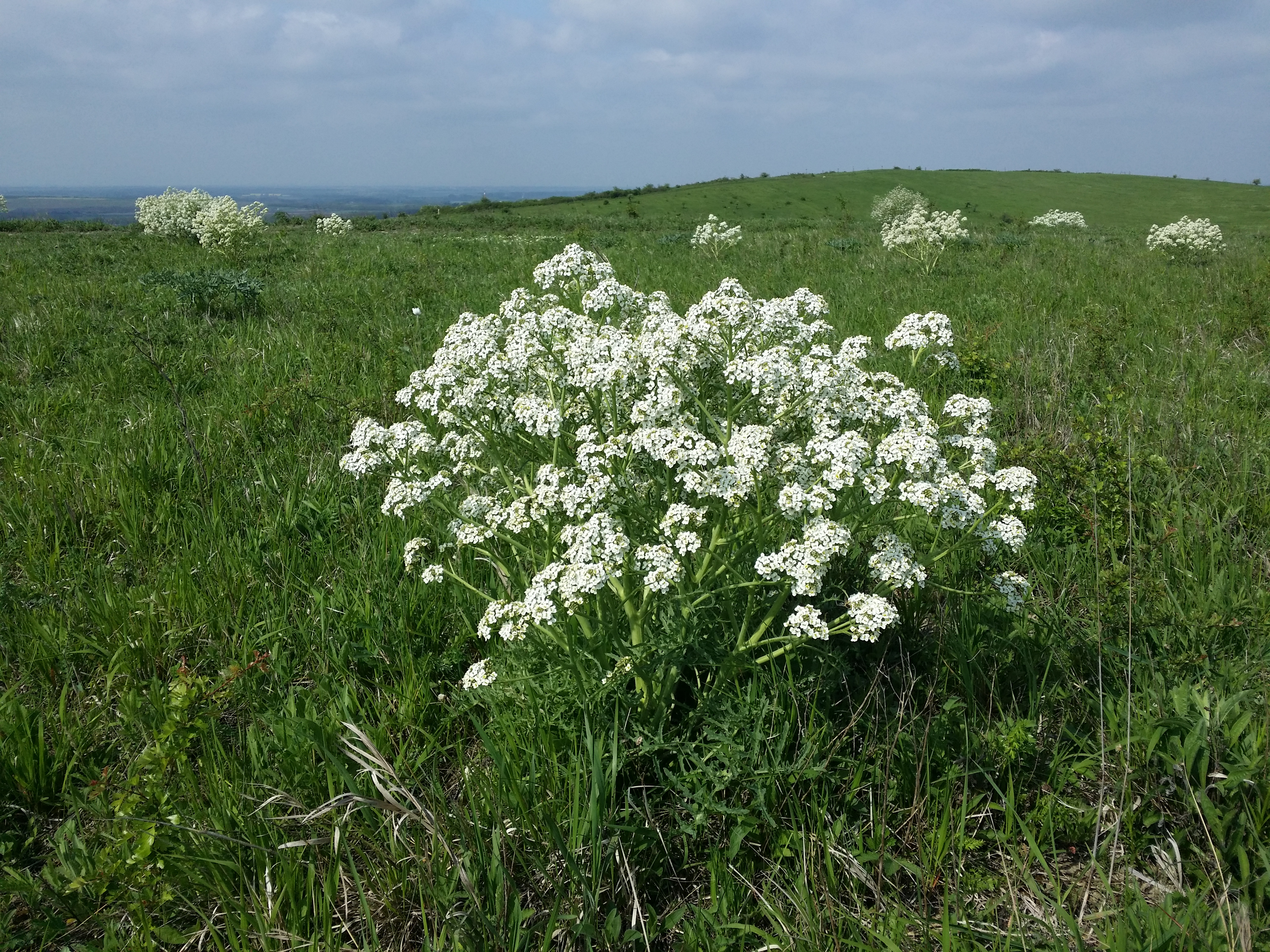
Ценопопуляція катрану татарського

Катран татарський — стрижньокореневий, вегетативнонерухливий гемікриптофіт — трав'янистий багаторічник.
Рослина світло- (геліофіт) і теплолюбна (мегатерм — походить з субтропічного поясу), досить засухостійка (мезоксерофіт) і вимоглива до плодючості ґрунтів (мегатроф).
За загальними (ценотичними) адаптаціями належить до рослин, пов'язаних переважно із степовими місцевостями (степант), частково — з відслоненнями гірських порід (петрофіт) і сухими луками (ксеропратант).
У межах ареалу зростає в степах, по крейдяних схилах та кам'янисто-вапнякових глинистих горбах. В Україні зростає в степах, на схилах, особливо вапнякових і крейдяних, на кам'янистих місцях. 
В умовах Запорізькій області іноді невеликими групами зустрічається на схилових ділянках серед петрофітного, лучного і чагарникового степу, ще рідше на суходільних луках.
Ценопопуляції катрану татарського зустрічаються в складі рослинних угруповань Astragalo-Stipion (на чорноземах; переважно), Festuco-Brometea, Festucetalia valesiacae, Festucion valesiacae, Centaureo carbonate-Koelerio talievii (на крейдяних відслоненнях), Cirsio-Brachypodion pinnati (на Поділлі, екстразональні лучні степи).

## Охорона

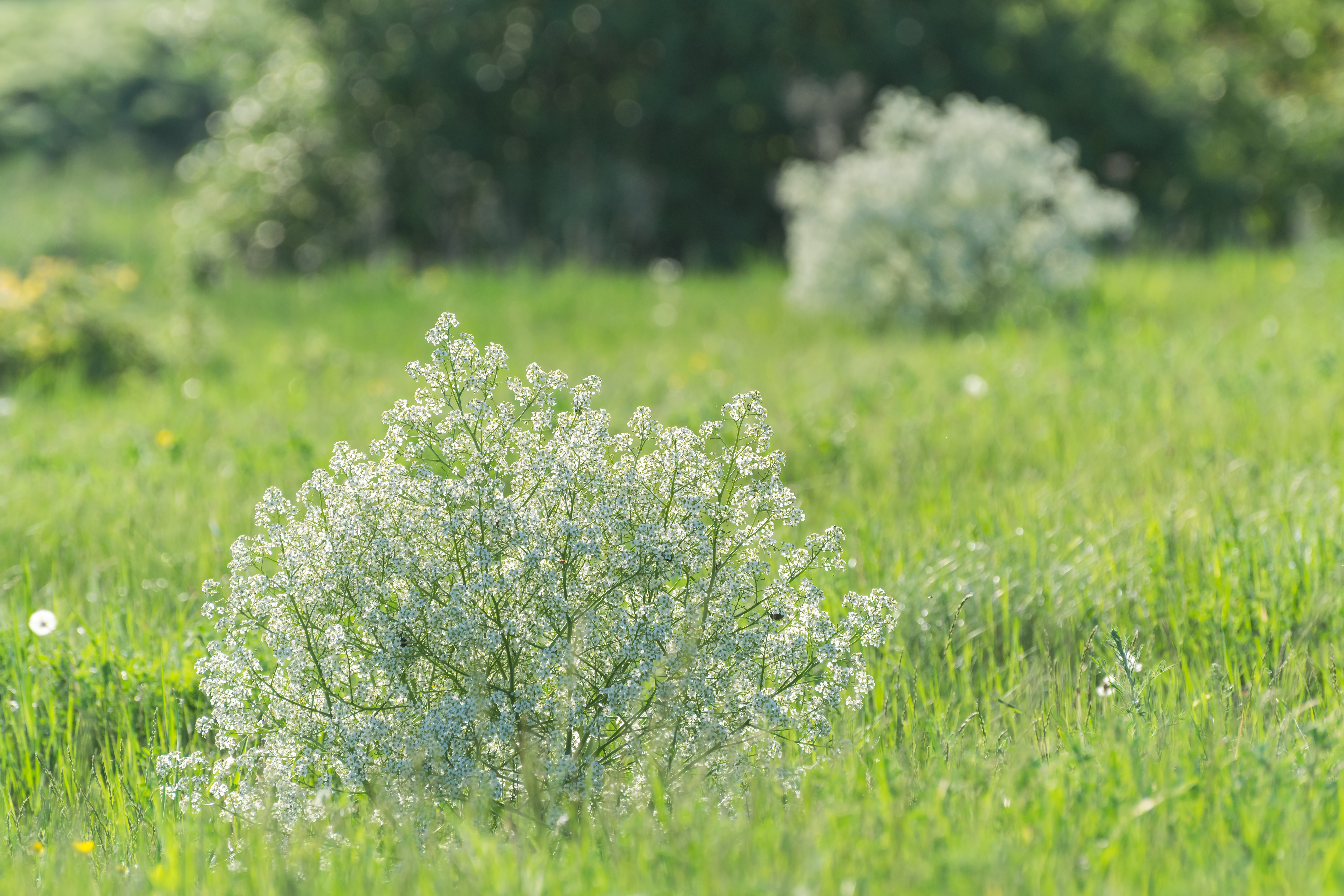
У Дворічанському національному природному парку

Вид занесений до Резолюції 6 Бернської конвенції, для яких Україна створює Смарагдову мережу, а також до Директиви Європейського Союзу 92/43/ЄС «Про збереження природних оселищ та видів природної фауни і флори» (Додаток II. Види рослин і тварин, що становлять особливий інтерес для Європейського Союзу, збереження яких потребує створення територій особливої охорони).

### Охорона виду в Україні
Вид занесений до Червоної книги України (охоронна категорія: вразливий). Зменшення ареалу та чисельності популяцій виду відбувається в основному внаслідок розорювання степів. До негативних антропогенних факторів також слід віднести пожежі, сінокосіння, рекультивацію кам'янистих відслонень, надмірне рекреаційне навантаження на природні біотопи, і певним чином збирання рослин. Погіршення стану ценопопуляцій відбувається також внаслідок низької конкурентної здатності виду та його недостатнього природного відновлення.
Необхідні заходи охорони: заповідання і моніторинг існуючих популяцій; заборона порушення місць зростання, у тому числі терасування і заліснення степових схилів, надмірного випасання худоби, збирання рослин.
В Україні охороняється в Українському і  Луганському природних заповідниках, Галицькому і Дворічанському національних природних парках, регіональному ландшафтному парку «Печенізьке Поле» (Харківська область), заказниках «Касова Гора» (Івано-Франківська область) і «Пристенське» (Донецька область) та ряді інших природно-заповідних територій. Вирощують у Донецькому ботанічному саду НАН України з 1969 р.
У Запорізькій області охороняється в Національному заповіднику «Хортиця», ландшафтних заказниках «Верхів'я балки Канцерівська», «Томаківський» та ряді інших природно-заповідних об'єктів регіону.

## Практичне значення
Катран татарський  — чудова декоративна рослина. Його можна вирощувати на клумбах, кам'янистих гірках, газонах. Добре розмножується насінням. 
Жироолійна рослина (насіння містить до 40 % жирної олії з гіркуватим присмаком). Вся рослина їстівна. На Кавказі весною збирають молоді стебла і вживають їх як овоч, а також готують з них маринади. Корені містять крохмаль, цукри та гірчичні глікозиди; їх вживають в їжу свіжими і переробленими (салати, соуси, як пряні добавки в соліннях і маринадах).
У ряді регіонів качани катрану тушкують у воді з олією і вживають в їжу з додаванням різноманітних овочевих соусів. На Херсонщині та Запоріжжі раніше з качанів катрану готували смаковиті котлети — так звані січеники. Для позбавлення гіркого присмаку качани спочатку вимочували в підсоленій воді. Потім їх подрібнювали, перемішували з пшеничною крупою, надавали форми котлет, обкочували в борошні і смажили на олії.
Корені катрану мають фітонцидні властивості, підвищують апетит, покращують травлення. У народній медицині їх використовують при розладі шлунка, як протицинготний засіб та як замінник гірчичників. Відвар коренів вважається загальнозміцнюючим засобом, особливо для дітей. Добрий медонос.

## Галерея

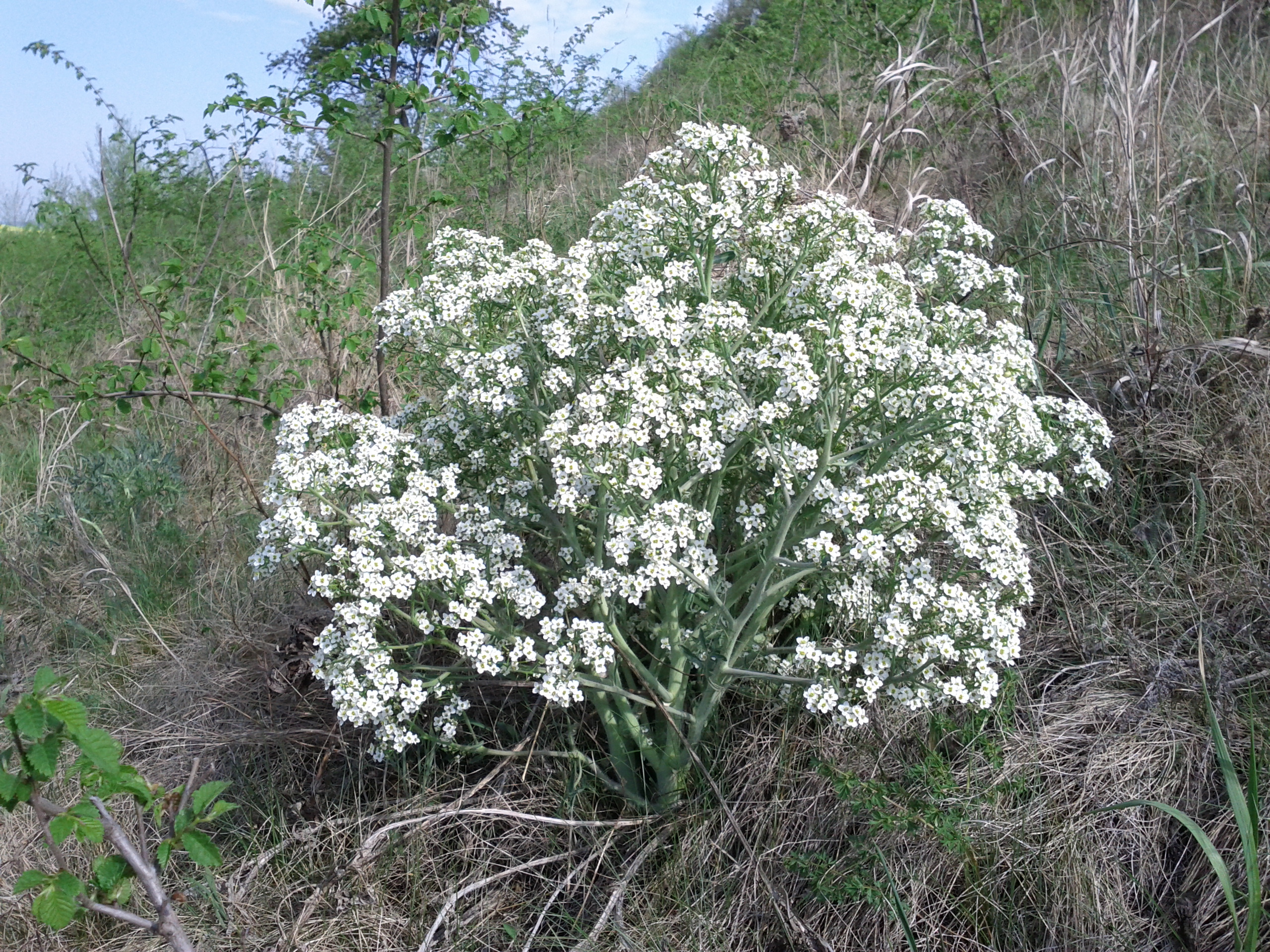
Район Мастельбах, Австрія
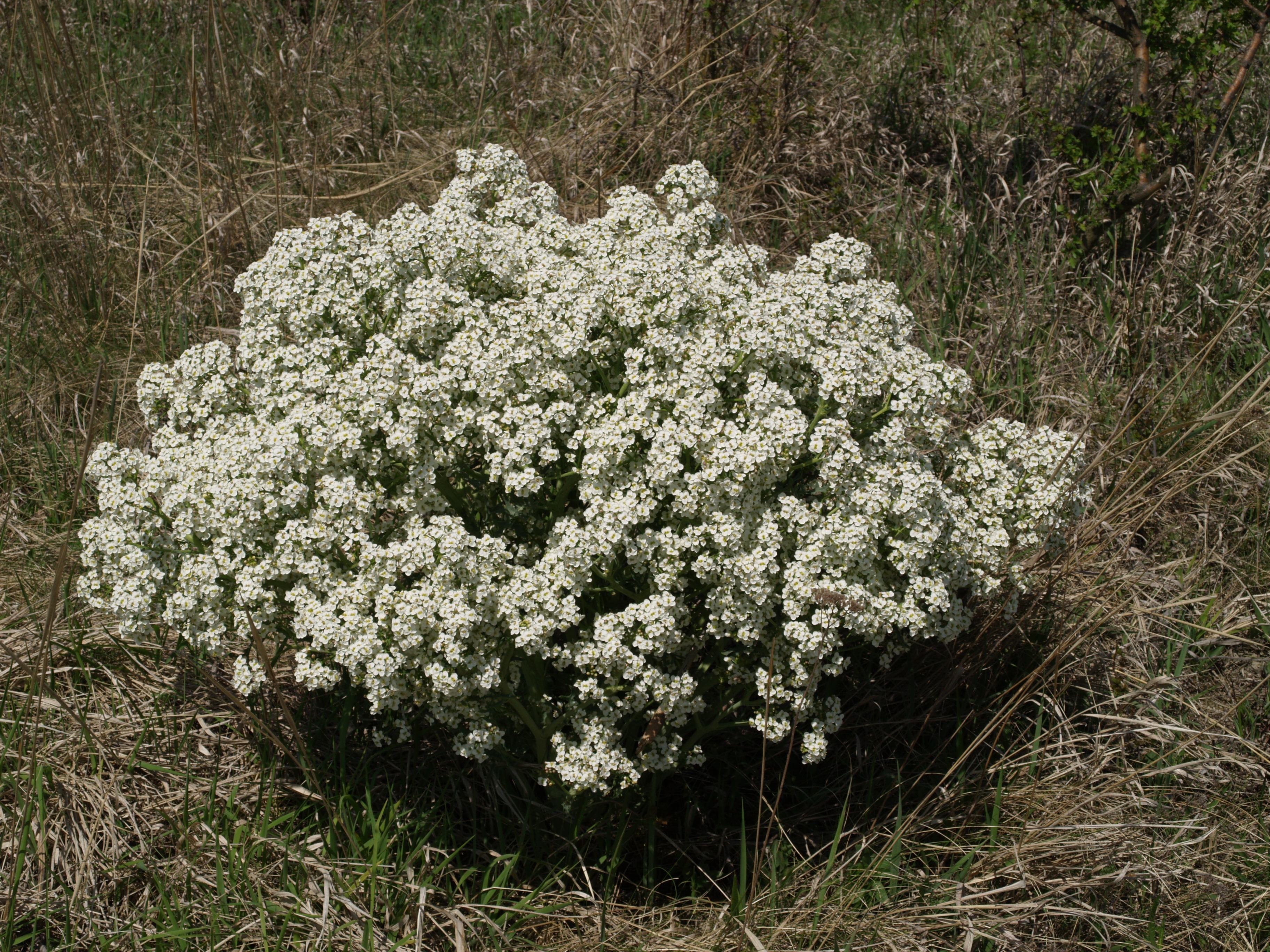
Дунайовецькі горби, Чехія
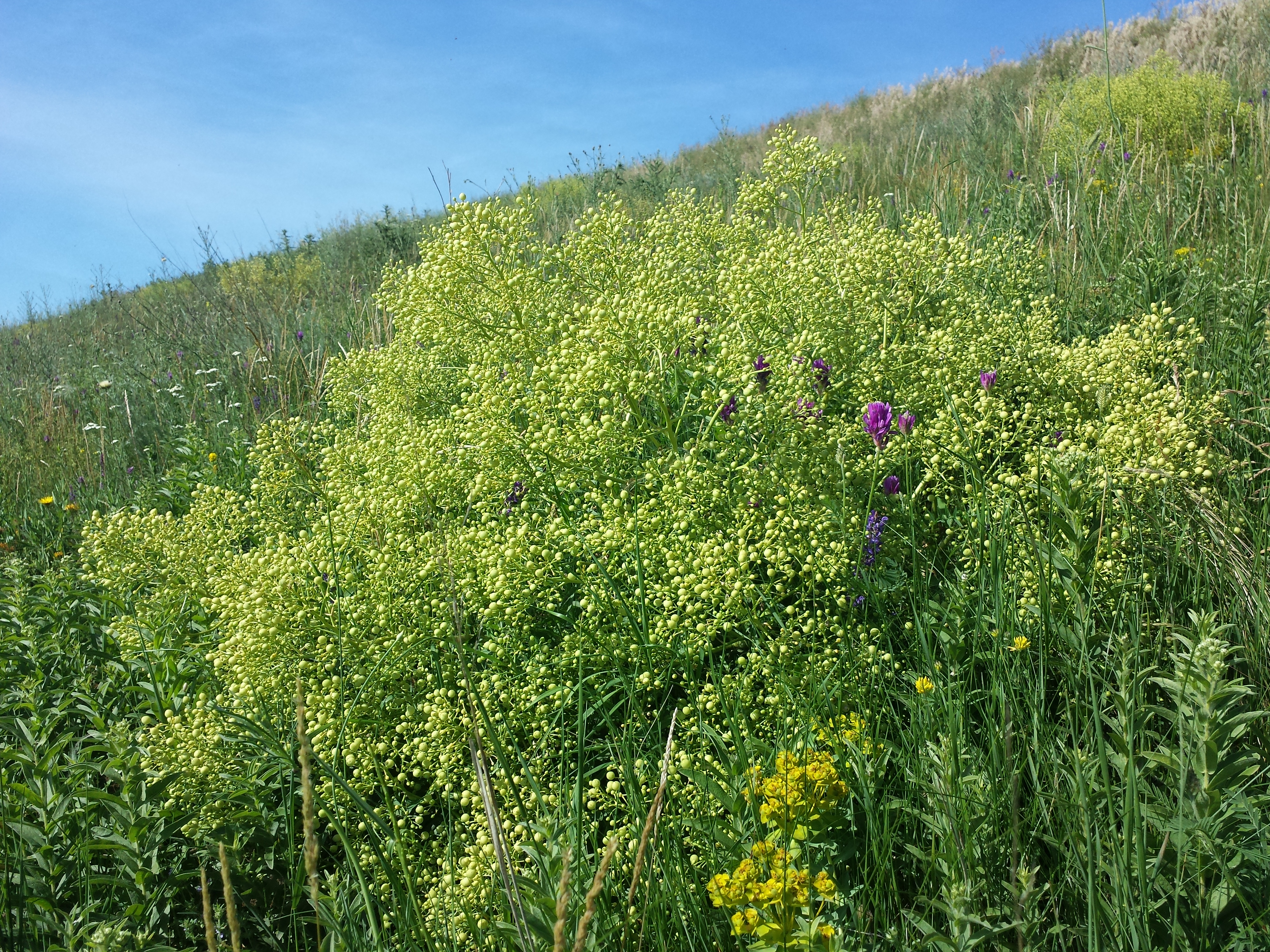
Бельсобаранд, Угорщина
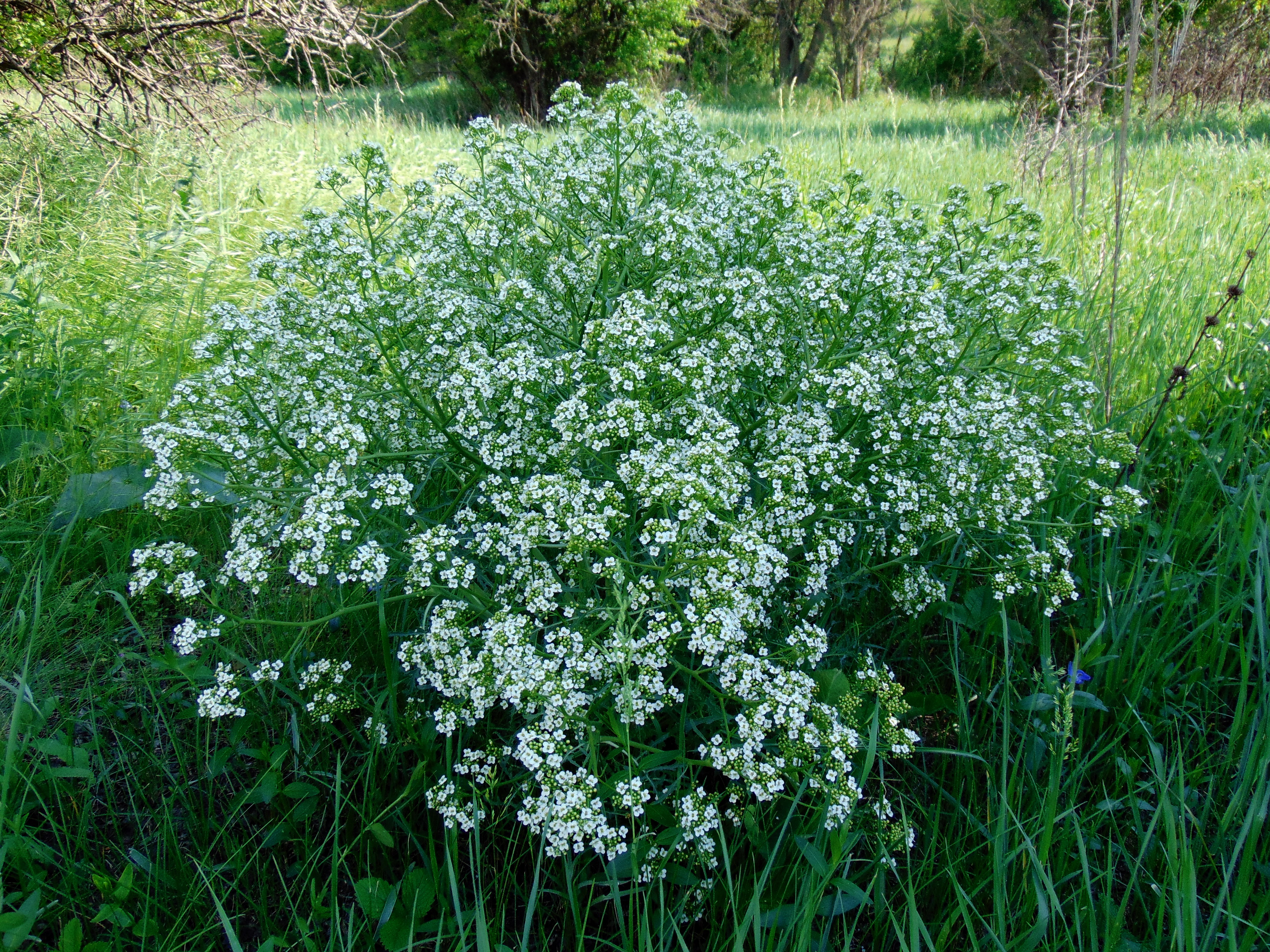
Запорізьке Правобережжя, Україна
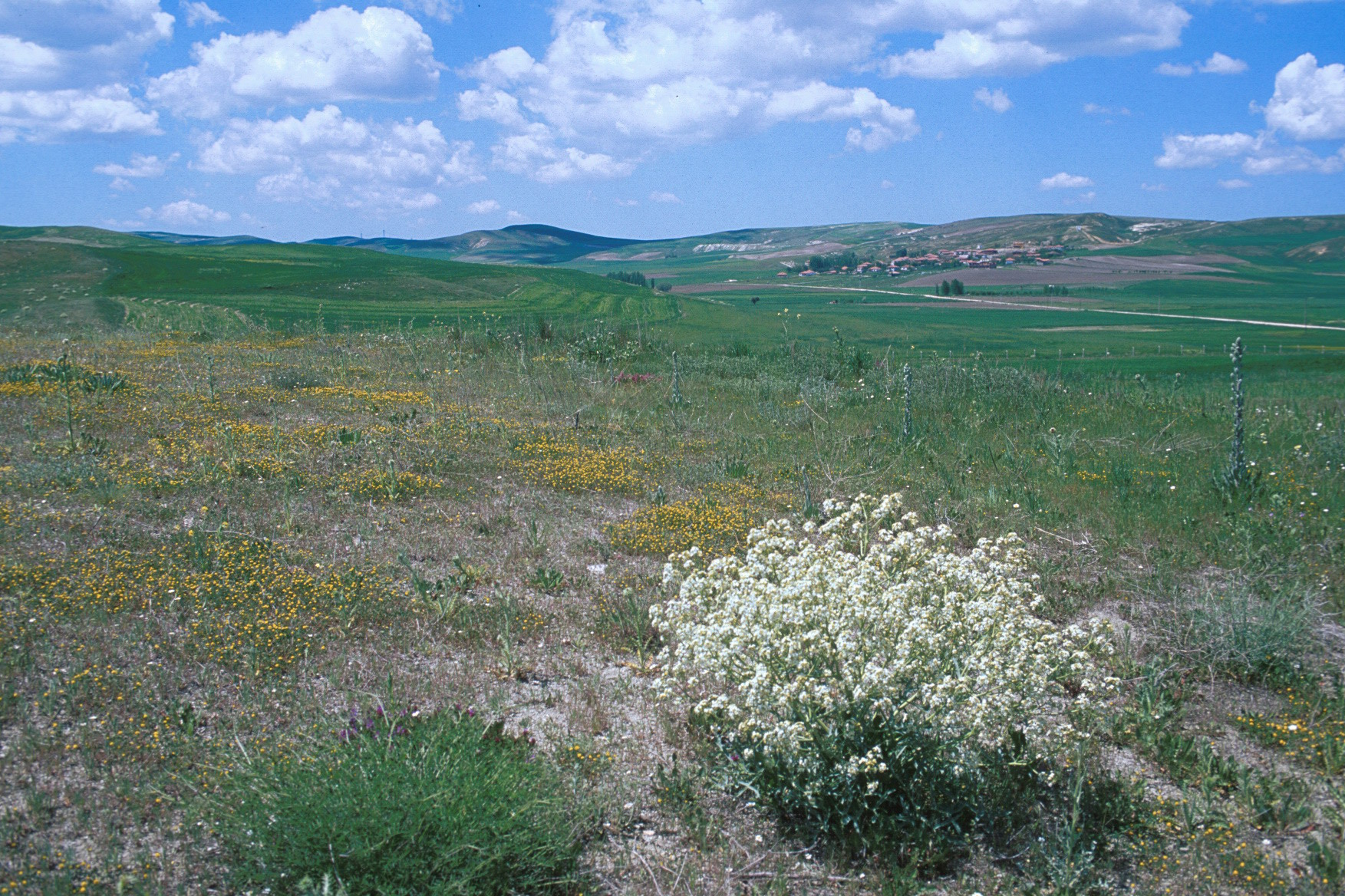
Ахибоз (окол. Анкари), Туреччина